# Marquesado de Campo Real (1679)
El marquesado de Campo Real  con grandeza de España es un título nobiliario español creado por el rey Carlos II en  13 de septiembre de 1679 a favor Fernando de Sada y Antillón. Se le concedió la grandeza de España el 14 de diciembre de 1795.
El título fue rehabilitado en 1930 por el rey Alfonso XIII, a favor de Ana María de Elío y Gaztelu, VIII baronesa de Ezpeleta.

## Marqueses de Campo Real
|                                                    | Titular                                    | Periodo                           | Casa                              |
| Creación por Carlos III de España                  | Creación por Carlos III de España          | Creación por Carlos III de España | Creación por Carlos III de España |
| -------------------------------------------------- | ------------------------------------------ | --------------------------------- | --------------------------------- |
| I                                                  | Fernando de Sada y Antillón                | 1679-1729                         | Casa de Sada                      |
| II                                                 | Fernando de Sada y Contreras               | 1729-1767                         | Casa de Sada                      |
| Grandeza perpetua otorgada por Carlos IV de España |                                            |                                   |                                   |
| III                                                | Fernando de Sada y Bermúdez de Castro      | 1767-1806                         | Casa de Sada                      |
| IV                                                 | Manuel de Sada y Bermúdez de Castro        | 1806-1827                         | Casa de Sada                      |
| V                                                  | Fernando de Sada y Montaner                | 1827-1861                         | Casa de Sada                      |
| VI                                                 | Eduardo de Sada y López-Lisperguer         | 1861-1899                         | Casa de Sada                      |
| Rehabilitación por Alfonso XIII de España          |                                            |                                   |                                   |
| VII                                                | Ana María de Elío y Gaztelu                | 1930-1963                         | Casa de Elio                      |
| VIII                                               | Luis Guillermo de Perinat y Elío           | 1964-2003                         | Casa de Perinat                   |
| IX                                                 | Luis Guillermo Perinat y Escrivá de Romaní | 2003-2006                         | Casa de Perinat                   |
| X                                                  | Guillermo Perinat y Carvajal               | 2006-                             | Casa de Perinat                   |

## Titulares de marquesado de Campo Real
- Fernando de Sada y Antillón (1671-13 de septiembre de 1729). I marqués de Campo Real.

Casado en primeras nupcias el 3 de marzo de 1696 con Teresa de Sada y Veráiz y en segundas, el 25 de marzo de 1698, con Victoria Contreras de la Torre (1684-1749), III Baronesa de San Juan del Castillo y III condesa de Cobatillas. Le sucedió su hijo del segundo matrimonio.
- Fernando de Sada y Contreras](1704-6 de diciembre de 1767). II marqués de Campo Real,[1] IV barón de San Juan del Castillo, IV conde de Cobatillas, regidor de Segovia y mayordomo de la Cofradía de la Santa Fe de Zaragoza.

Casó el 16 de septiembre de 1730 con María Ignacia Bermúdez de Castro y Azlor (m. 26 de enero de 1762). Le sucedió su hijo.
- Fernando de Sada Bermúdez de Castro (1732-19 de abril de 1806), III marqués de Campo Real,[1]  V barón de San Juan del Castillo, V conde de Cobatillas, comendador de la Orden de Santiago, mariscal de campo, gentilhombre de cámara y regidor de Segovia.

Contrajo matrimonio, el 16 de julio de 1762, con Josefa Crespí de Valldaura y Aguilera (m. 3 de abril de 1803), marquesa de Peñafuente, miembro de la Orden de las Damas Nobles de la Reina María Luisa. Sin descendencia, le sucedió su hermano.
- Manuel de Sada y Bermúdez de Castro (1738-10 de febrero de 1827). IV marqués de Campo Real,[1] VI barón de San Juan del Castillo, VI conde de Cobatillas y caballero de la Orden de San Juan de Jerusalén.

Casó con Manuela de Negrete y Adorno (m. 1841), hija del II conde de Campo de Alange. Sin sucesión directa, le sucedió su sobrino.
- Fernando de Sada y Montaner (1791-16 de julio de 1861), V marqués de Campo Real,[1] VII barón de San Juan del Castillo. VII conde de Cobatillas, mariscal de campo, condecorado con la Gran Cruz de la Orden de San Hermenegildo, gentilhombre de cámara, ministro del Tribunal Supremo y consejero del Supremo de Guerra y Marina.

Casó, el 20 de abril de 1816, con Evarista López-Lisperguer Arjona y Quintana. Le sucedió su hijo.
- Eduardo de Sada y López-Lisperguer (m. 17 de junio de 1899), VI marqués de Campo Real,[1]  VIII barón de San Juan del Castillo, VIII conde de Cobatillas, capitán condecorado con dos cruces de 1.ª clase de la Orden de San Fernando, comendador de la Orden de Carlos III y gentilhombre de cámara. Retrato de Ana María de Elío y Gaztelu

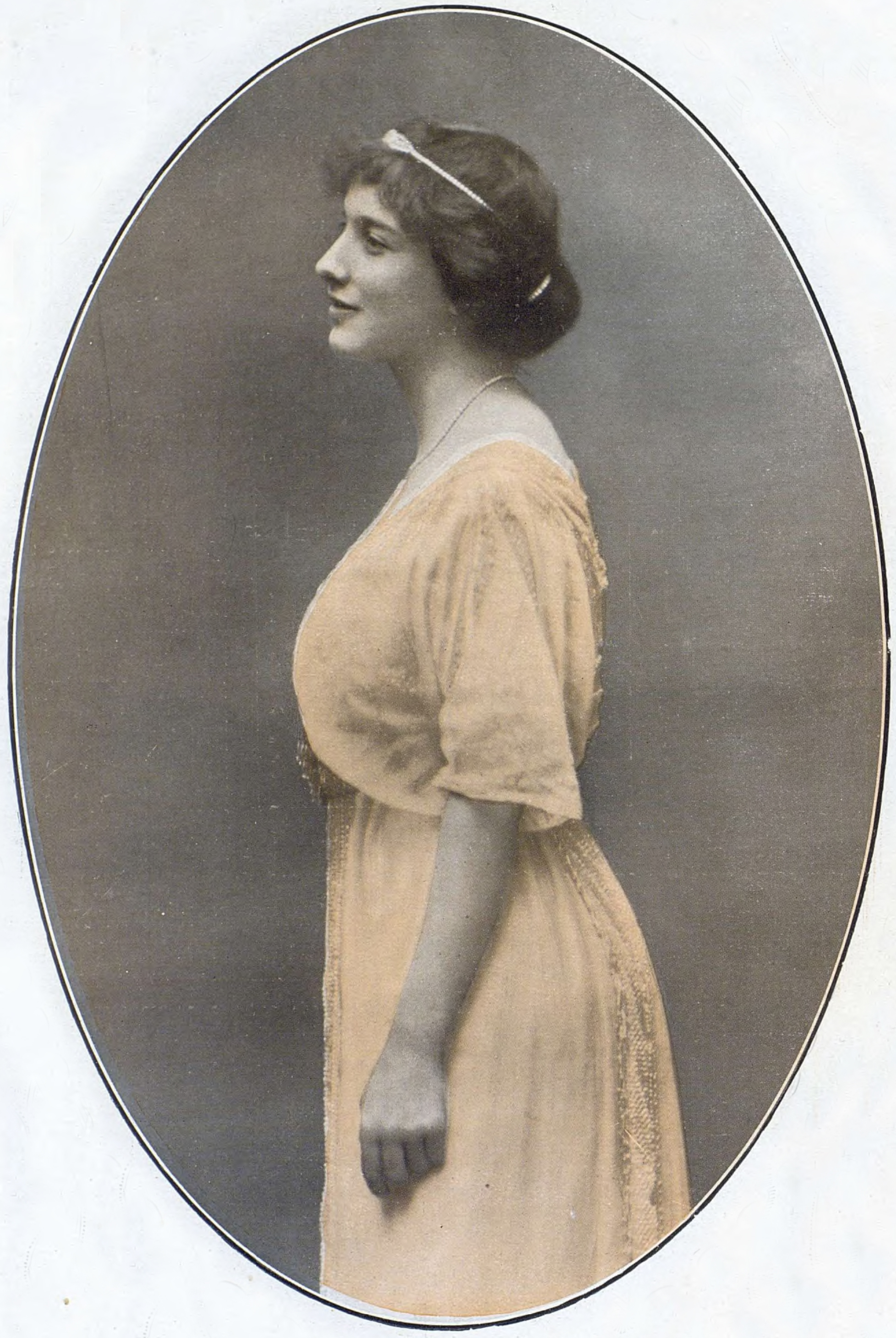
1914-06-20, La Esfera, Bellezas aristocráticas, Ana María Elio, Franzen (cropped)

Contrajo tres matrimonios. El primero el 26 de junio de 1847 con María del Carmen Torrijos y Vinuesa, sobrina del general Torrijos. Se casó en segundas nupcias el 3 de noviembre de 1878 con Carolina Barbano Marco, y en terceras nupcias el 19 de octubre de 1894 con María Isabel Martí Miguel y Roco de Sola. Al no tener descendencia, le sucedió una pariente de una rama colateral.
- Ana María de Elío y Gaztelu (1895-25 de octubre de 1963), VII marquesa de Campo Real (rehabilitó el título el 18 de junio de 1930),[1] XVI baronesa de Ezpeleta (por rehabilitación a su favor en 1925).

Casó en primeras nupcias, el 13 de enero de 1921, con Luis de Perinat y Terry (1872-10 de marzo de 1923). Después de enviudar, contrajo un segundo matrimonio en 1943 con Valentín Menéndez y Sanjuán, VI conde de la Cimera (m. 30 de octubre de 1944) y VI conde de Goyeneche. Le sucedió su hijo del primer matrimonio:
- Luis Guillermo de Perinat y Elío (1923-2003).  VIII Marqués de Campo Real,[1][2] II marqués de Perinat y XVII barón de Ezpeleta. Fue embajador de España, senador,[3] y bailio presidente de la Asamblea española de la Orden de Malta.

Contrajo matrimonio, el 1 de junio de 1955, con Blanca Escrivá de Romani y Morenés, III marquesa de Alginet y XI condesa de Casal. Le sucedió su hijo.
- Luis Guillermo Perinat y Escrivá de Romaní (Madrid, 1956-2006),  IX marqués de Campo Real y XII conde de Casal.

Casado en primeras nupcias con Mónica de Oriol e Icaza y en segundas con Clara Carvajal y Argüelles. Le sucedió su hijo.
- Guillermo Perinat y Carvajal, X marqués de Campo Real y marqués de Perinat.[4]

## Árbol genealógico
|                                                                             |                                                                             |                                                                             |                                                                             |                                                                             |                                                                             |  |  | Fernando de Sada y Antillón I marqués de Campo Real (1671-1729)          |                                                                          |                                                                          |                                                                          |                                                                          |                                                                          |  |  |                                                                         |                                           |                                           |                                           |                                           |                                           |  |  |  |  |  |  |  |  |  |  |  |  |  |  |  |  |
|                                                                             |                                                                             |                                                                             |                                                                             |                                                                             |                                                                             |  |  |                                                                          |                                                                          |                                                                          |                                                                          |                                                                          |                                                                          |  |  |                                                                         |                                           |                                           |                                           |                                           |                                           |  |  |  |  |  |  |  |  |  |  |  |  |  |  |  |  |
|                                                                             |                                                                             |                                                                             |                                                                             |                                                                             |                                                                             |  |  |                                                                          |                                                                          |                                                                          |                                                                          |                                                                          |                                                                          |  |  |                                                                         |                                           |                                           |                                           |                                           |                                           |  |  |  |  |  |  |  |  |  |  |  |  |  |  |  |  |
|                                                                             |                                                                             |                                                                             |                                                                             |                                                                             |                                                                             |  |  | Fernando de Sada y Contreras II marqués de Campo Real (1704-1767)        | Fernando de Sada y Contreras II marqués de Campo Real (1704-1767)        | Fernando de Sada y Contreras II marqués de Campo Real (1704-1767)        | Fernando de Sada y Contreras II marqués de Campo Real (1704-1767)        | Fernando de Sada y Contreras II marqués de Campo Real (1704-1767)        | Fernando de Sada y Contreras II marqués de Campo Real (1704-1767)        |  |  | Juan José de Sada y Contreras ( ¿? - ¿? )                               | Juan José de Sada y Contreras ( ¿? - ¿? ) | Juan José de Sada y Contreras ( ¿? - ¿? ) | Juan José de Sada y Contreras ( ¿? - ¿? ) | Juan José de Sada y Contreras ( ¿? - ¿? ) | Juan José de Sada y Contreras ( ¿? - ¿? ) |  |  |  |  |  |  |  |  |  |  |  |  |  |  |  |  |
|                                                                             |                                                                             |                                                                             |                                                                             |                                                                             |                                                                             |  |  | Fernando de Sada y Contreras II marqués de Campo Real (1704-1767)        | Fernando de Sada y Contreras II marqués de Campo Real (1704-1767)        | Fernando de Sada y Contreras II marqués de Campo Real (1704-1767)        | Fernando de Sada y Contreras II marqués de Campo Real (1704-1767)        | Fernando de Sada y Contreras II marqués de Campo Real (1704-1767)        | Fernando de Sada y Contreras II marqués de Campo Real (1704-1767)        |  |  | Juan José de Sada y Contreras ( ¿? - ¿? )                               | Juan José de Sada y Contreras ( ¿? - ¿? ) | Juan José de Sada y Contreras ( ¿? - ¿? ) | Juan José de Sada y Contreras ( ¿? - ¿? ) | Juan José de Sada y Contreras ( ¿? - ¿? ) | Juan José de Sada y Contreras ( ¿? - ¿? ) |  |  |  |  |  |  |  |  |  |  |  |  |  |  |  |  |
|                                                                             |                                                                             |                                                                             |                                                                             |                                                                             |                                                                             |  |  |                                                                          |                                                                          |                                                                          |                                                                          |                                                                          |                                                                          |  |  |                                                                         |                                           |                                           |                                           |                                           |                                           |  |  |  |  |  |  |  |  |  |  |  |  |  |  |  |  |
| Fernando de Sada y Bermúdez de Castro III marqués de Campo Real (1732-1806) | Fernando de Sada y Bermúdez de Castro III marqués de Campo Real (1732-1806) | Fernando de Sada y Bermúdez de Castro III marqués de Campo Real (1732-1806) | Fernando de Sada y Bermúdez de Castro III marqués de Campo Real (1732-1806) | Fernando de Sada y Bermúdez de Castro III marqués de Campo Real (1732-1806) | Fernando de Sada y Bermúdez de Castro III marqués de Campo Real (1732-1806) |  |  | Manuel de Sada y Bermúdez de Castro IV marqués de Campo Real (1738-1827) | Manuel de Sada y Bermúdez de Castro IV marqués de Campo Real (1738-1827) | Manuel de Sada y Bermúdez de Castro IV marqués de Campo Real (1738-1827) | Manuel de Sada y Bermúdez de Castro IV marqués de Campo Real (1738-1827) | Manuel de Sada y Bermúdez de Castro IV marqués de Campo Real (1738-1827) | Manuel de Sada y Bermúdez de Castro IV marqués de Campo Real (1738-1827) |  |  | Fernando de Sada y Montaner ( ¿? - ¿? )                                 | Fernando de Sada y Montaner ( ¿? - ¿? )   | Fernando de Sada y Montaner ( ¿? - ¿? )   | Fernando de Sada y Montaner ( ¿? - ¿? )   | Fernando de Sada y Montaner ( ¿? - ¿? )   | Fernando de Sada y Montaner ( ¿? - ¿? )   |  |  |  |  |  |  |  |  |  |  |  |  |  |  |  |  |
| Fernando de Sada y Bermúdez de Castro III marqués de Campo Real (1732-1806) | Fernando de Sada y Bermúdez de Castro III marqués de Campo Real (1732-1806) | Fernando de Sada y Bermúdez de Castro III marqués de Campo Real (1732-1806) | Fernando de Sada y Bermúdez de Castro III marqués de Campo Real (1732-1806) | Fernando de Sada y Bermúdez de Castro III marqués de Campo Real (1732-1806) | Fernando de Sada y Bermúdez de Castro III marqués de Campo Real (1732-1806) |  |  | Manuel de Sada y Bermúdez de Castro IV marqués de Campo Real (1738-1827) | Manuel de Sada y Bermúdez de Castro IV marqués de Campo Real (1738-1827) | Manuel de Sada y Bermúdez de Castro IV marqués de Campo Real (1738-1827) | Manuel de Sada y Bermúdez de Castro IV marqués de Campo Real (1738-1827) | Manuel de Sada y Bermúdez de Castro IV marqués de Campo Real (1738-1827) | Manuel de Sada y Bermúdez de Castro IV marqués de Campo Real (1738-1827) |  |  | Fernando de Sada y Montaner ( ¿? - ¿? )                                 | Fernando de Sada y Montaner ( ¿? - ¿? )   | Fernando de Sada y Montaner ( ¿? - ¿? )   | Fernando de Sada y Montaner ( ¿? - ¿? )   | Fernando de Sada y Montaner ( ¿? - ¿? )   | Fernando de Sada y Montaner ( ¿? - ¿? )   |  |  |  |  |  |  |  |  |  |  |  |  |  |  |  |  |
|                                                                             |                                                                             |                                                                             |                                                                             |                                                                             |                                                                             |  |  |                                                                          |                                                                          |                                                                          |                                                                          |                                                                          |                                                                          |  |  | Fernando de Sada y Montaner V marqués de Campo Real (1791-1861)         |                                           |                                           |                                           |                                           |                                           |  |  |  |  |  |  |  |  |  |  |  |  |  |  |  |  |
|                                                                             |                                                                             |                                                                             |                                                                             |                                                                             |                                                                             |  |  |                                                                          |                                                                          |                                                                          |                                                                          |                                                                          |                                                                          |  |  |                                                                         |                                           |                                           |                                           |                                           |                                           |  |  |  |  |  |  |  |  |  |  |  |  |  |  |  |  |
|                                                                             |                                                                             |                                                                             |                                                                             |                                                                             |                                                                             |  |  |                                                                          |                                                                          |                                                                          |                                                                          |                                                                          |                                                                          |  |  | Eduardo de Sada y López-Lisperguer VI marqués de Campo Real ( ¿? -1899) |                                           |                                           |                                           |                                           |                                           |  |  |  |  |  |  |  |  |  |  |  |  |  |  |  |  |

|  |  |  |  | Ana María de Elío y Gaztelu VII marqués de Campo Real (1895-1963)               |  |  |  |  |  |  |  |
|  |  |  |  |                                                                                 |  |  |  |  |  |  |  |
|  |  |  |  | Luis Guillermo de Perinat y Elío VIII marqués de Campo Real (1923-2003)         |  |  |  |  |  |  |  |
|  |  |  |  |                                                                                 |  |  |  |  |  |  |  |
|  |  |  |  | Luis Guillermo Perinat y Escrivá de Romaní IX marqués de Campo Real ( ¿? -2006) |  |  |  |  |  |  |  |
|  |  |  |  |                                                                                 |  |  |  |  |  |  |  |
|  |  |  |  | Guillermo Perinat y Carvajal X marqués de Campo Real ( ¿? - ¿? )                |  |  |  |  |  |  |  |